# Gunter Gabriel/Diskografie
Diese Diskografie ist eine Übersicht über die musikalischen Werke des deutschen Country- und Schlagersängers, Komponisten und Musikproduzenten Gunter Gabriel und seiner Pseudonyme wie Bobby Ford. Seine erfolgreichste Veröffentlichung ist mit über drei Millionen verkauften Einheiten das Lied Wenn du denkst, du denkst, dann denkst du nur, du denkst, das er für Juliane Werding schrieb.

## Alben

### Studioalben
| Jahr | Titel                                      | Höchstplatzierung, Gesamtwochen, AuszeichnungChartplatzierungen (Jahr, Titel, Platzierungen, Wochen, Auszeichnungen, Anmerkungen) | Höchstplatzierung, Gesamtwochen, AuszeichnungChartplatzierungen (Jahr, Titel, Platzierungen, Wochen, Auszeichnungen, Anmerkungen) | Höchstplatzierung, Gesamtwochen, AuszeichnungChartplatzierungen (Jahr, Titel, Platzierungen, Wochen, Auszeichnungen, Anmerkungen) | Anmerkungen                                              |
| Jahr | Titel                                      | DE | AT | CH | Anmerkungen                                              |
| ---- | ------------------------------------------ | --- | --- | --- | -------------------------------------------------------- |
| 1973 | Gesucht                                    | DE32 (20 Wo.)DE | — | — | Erstveröffentlichung: 1973                               |
| 1974 | Das ist meine Art                          | DE26 (12 Wo.)DE | — | — | Erstveröffentlichung: 1974                               |
| 1975 | Gunter Gabriel                             | — | — | — | Erstveröffentlichung: 1975                               |
| 1977 | Meine Helden und andere Pechvögel          | DE35 (6 Wo.)DE | — | — | Erstveröffentlichung: 1977                               |
| 1978 | Damen wollen Kerle                         | — | — | — | Erstveröffentlichung: 1978                               |
| 1979 | Die größten Country-Songs aller Zeiten     | — | — | — | Erstveröffentlichung: 1979                               |
| 1979 | Rastlose Cowboys und ehrbare Mädchen       | — | — | — | Erstveröffentlichung: 1979                               |
| 1982 | Waschecht                                  | — | — | — | Erstveröffentlichung: 1982                               |
| 1983 | Die ewig wilden Western Lieder             | — | — | — | Erstveröffentlichung: 1983                               |
| 1989 | Dieselknechte                              | — | — | — | Erstveröffentlichung: 1989                               |
| 1994 | Straßenhund                                | — | — | — | Erstveröffentlichung: 1994                               |
| 1996 | Ein Halleluja für ein Truckerherz          | — | — | — | Erstveröffentlichung: 1996                               |
| 2002 | Gunterwegs                                 | — | — | — | Erstveröffentlichung: 14. Juni 2002                      |
| 2003 | Gabriel singt Cash – Das Tennessee-Projekt | — | — | — | Erstveröffentlichung: 20. Oktober 2003                   |
| 2009 | Sohn aus dem Volk – German Recordings      | DE61 (3 Wo.)DE | — | — | Erstveröffentlichung: 23. Oktober 2009                   |
| 2011 | Gabriel singt Cash                         | — | — | — | Erstveröffentlichung: 12. August 2011                    |
| 2017 | LickLab Akustik Session                    | — | — | — | Erstveröffentlichung: 14. April 2017                     |
| 2023 | Denkmal                                    | DE92 (1 Wo.)DE | — | — | Erstveröffentlichung: 3. Februar 2023 mit Yvonne Gabriel |

grau schraffiert: keine Chartdaten aus diesem Jahr verfügbar

### Kompilationen
| - 1974: Lieder vom einfachen Mann - 1977: Der Liederboss – Starke Songs - 1977: Gunter Gabriels Super 20 – Die 20 starken Songs vom Liederboss - 1978: Neue Songs und Country Hits - 1979: Das Star Album - 1979: Seine großen Erfolge - 1979: Freiheit ist ein Abenteuer - 1983: Champions of the Road - 1988: Die großen Hits - 1988: Star Festival - 1988: Die Gunter Gabriel Story - 1989: Gunter Gabriel (1989) - 1990: Hey Boss, ich brauch’ mehr Geld - 1990: Hier ist mein Land - 1993: Komm’ unter meine Decke - 1994: Truck Gold - 1995: Die großen Erfolge | - 1996: Meine Helden – Malocher-Songs - 1997: Gesucht wird … - 1999: Aus dem Leben gegriffen - 2000: Hey Boss … Meine Songs - 2003: Portrait – Gold Serie - 2004: Temporausch - 2004: Freiheit ist ein Abenteuer 1970-1982 - 2004: Gunter Gabriel (2004) - 2004: Hey Boss – Ich brauch mehr Geld - 2004: Hey Boss … Meine Songs - 2005: Nur das Allerbeste – Platinum Collection - 2007: Sohn aus dem Volk - 2008: Das Beste - 2008: Kult Welle – 15 Lieder - 2008: Autobahnhelden - 2011: Mein anderes ich |

### EPs
- 1976: Fahr Taxi, fahr

### Tributealben
- 2004: Liebe, Autos, Abenteuer – Eine Hommage an Gunter Gabriel

## Singles

### Als Leadmusiker
| Jahr | Titel Album                                                             | Höchstplatzierung, Gesamtwochen/‑monate, AuszeichnungChartplatzierungen (Jahr, Titel, Album, Platzierungen, Wochen/Monate, Auszeichnungen, Anmerkungen) | Höchstplatzierung, Gesamtwochen/‑monate, AuszeichnungChartplatzierungen (Jahr, Titel, Album, Platzierungen, Wochen/Monate, Auszeichnungen, Anmerkungen) | Höchstplatzierung, Gesamtwochen/‑monate, AuszeichnungChartplatzierungen (Jahr, Titel, Album, Platzierungen, Wochen/Monate, Auszeichnungen, Anmerkungen) | Anmerkungen                                          |
| Jahr | Titel Album                                                             | DE | AT | CH | Anmerkungen                                          |
| ---- | ----------------------------------------------------------------------- | --- | --- | --- | ---------------------------------------------------- |
| 1973 | Er ist ein Kerl (Der 30 Tonner Diesel) Gesucht                          | DE16 (18 Wo.)DE | — | — | Erstveröffentlichung: Dezember 1973                  |
| 1974 | Hey Boss, ich brauch mehr Geld Das ist meine Art                        | DE6 (29 Wo.)DE | AT1 (5 Mt.)AT | — | Erstveröffentlichung: April 1974                     |
| 1974 | Hey, Yvonne (Warum weint die Mammi) Das ist meine Art                   | DE5 (19 Wo.)DE | AT5 (5 Mt.)AT | — | Erstveröffentlichung: August 1974 mit Yvonne Gabriel |
| 1975 | Mit dem Hammer in der Hand (Das Lied vom einfachen Mann) Gunter Gabriel | DE41 (4 Wo.)DE | — | — | Erstveröffentlichung: Februar 1975                   |
| 1975 | Komm’ unter meine Decke Gunter Gabriel                                  | DE7 (23 Wo.)DE | — | — | Erstveröffentlichung: Oktober 1975                   |
| 1976 | Intercity-Linie Nr. 4 Gunter Gabriel                                    | DE45 (1 Wo.)DE | — | — | Erstveröffentlichung: März 1976                      |
| 1976 | Willy Klein, der Fernsehmann Meine Helden und andere Pechvögel          | DE17 (14 Wo.)DE | — | — | Erstveröffentlichung: Oktober 1976                   |
| 1977 | Papa trinkt Bier Meine Helden und andere Pechvögel                      | DE19 (15 Wo.)DE | — | — | Erstveröffentlichung: Februar 1977                   |
| 1978 | Ich bin CB-Funker Neue Songs und Country Hits                           | DE33 (12 Wo.)DE | — | — | Erstveröffentlichung: Mai 1978                       |

Weitere Singles
| - 1968: Wenn die Rosen blühen in Georgia - 1971: Mit leeren Händen - 1972: Morgen - 1972: Freiheit ist ein Abenteuer (Me and Bobby McGee) - 1973: Ich werd’ gesucht - 1977: Ich schlaf’ nicht gern allein ein - 1977: Komm Charly, fang mich, Charly - 1978: Ohne Moos, nichts los - 1979: Tina, weine nicht (Don’t Cry, Jony) (mit Yvonne Gabriel) - 1979: Oh, nur mit dir (Oh Lonesome Me) - 1979: Ehrbares Mädchen - 1979: Ehrbares Mädchen (Good Hearted Woman) (mit Boxcar Willie) - 1979: Du da, ich will nicht wie der da, ein ganz hohes Tier sein - 1979: Adios Amigo - 1980: Da kannst du wackeln mit dem Po - 1981: Heute trinken wir auf alles, was wir lieben - 1981: Es steht ein Haus in West-Berlin - 1982: Ich tanze nie mehr eng - 1982: Komm nach Haus und wein’ dich aus bei Daddy | - 1983: Mein Laster ist mein Laster - 1984: Emma, Emma - 1986: Mädchen ab 30 (… lieben am besten!) - 1986: Hallo Dortmund (mit Manfred Krug) - 1987: Was macht Berlin zu Berlin - 1987: Rheinhausen - 1989: Deutsches Laster, gutes Laster - 1990: Hey Boss ’90 - 1990: Deutschland ist … - 1993: Roy (Du bist nicht allein) - 1994: Den Rocker kriegst du nicht mehr aus mir raus - 1995: Truck Stop, Tom Astor & Ich - 2000: Es steht ein Haus im Kosovo - 2001: Bye Bye Deutsche Mark - 2003: Wahre Liebe gibt's nur unter Männern (mit Chris Howland) - 2006: Lasst die Fahnen auf dem Dach - 2006: Weihnacht zieht’s jeden Mann nach Haus - 2010: Nie wieder wart’ ich so lang - 2011: Peter Pan (Fard-Cover; Entstanden bei Cover My Song) |

## Autorenbeteiligungen und Produktionen (Charterfolge)
| Jahr | Titel Interpretation Autor (A), Produzent (P)                                | Höchstplatzierung, Gesamtwochen/‑monate, AuszeichnungChartplatzierungen (Jahr, Titel, Interpretation Autor [A], Produzent [P], Platzierungen, Wochen/Monate, Auszeichnungen, Anmerkungen) | Höchstplatzierung, Gesamtwochen/‑monate, AuszeichnungChartplatzierungen (Jahr, Titel, Interpretation Autor [A], Produzent [P], Platzierungen, Wochen/Monate, Auszeichnungen, Anmerkungen) | Höchstplatzierung, Gesamtwochen/‑monate, AuszeichnungChartplatzierungen (Jahr, Titel, Interpretation Autor [A], Produzent [P], Platzierungen, Wochen/Monate, Auszeichnungen, Anmerkungen) | Anmerkungen                                                |
| Jahr | Titel Interpretation Autor (A), Produzent (P)                                | DE | AT | CH | Anmerkungen                                                |
| ---- | ---------------------------------------------------------------------------- | --- | --- | --- | ---------------------------------------------------------- |
| 1973 | Nick-Nack-Man A, P Frank Zander                                              | — | AT15 (1 Mt.)AT | — | Erstveröffentlichung: August 1973                          |
| 1973 | Er ist ein Kerl (Der 30 Tonner Diesel) A Gunter Gabriel                      | DE16 (18 Wo.)DE | — | — | Erstveröffentlichung: Dezember 1973                        |
| 1974 | Hey Boss, ich brauch mehr Geld A Gunter Gabriel                              | DE6 (29 Wo.)DE | AT1 (5 Mt.)AT | — | Erstveröffentlichung: April 1974                           |
| 1974 | Hey, Yvonne (Warum weint die Mammi) A Gunter & Yvonne Gabriel                | DE5 (19 Wo.)DE | AT5 (5 Mt.)AT | — | Erstveröffentlichung: August 1974                          |
| 1974 | Marie – Ich brauch mehr Schlaf A Hermann Hoffmann                            | DE36 (5 Wo.)DE | — | — | Erstveröffentlichung: September 1974                       |
| 1974 | Ich trink’ auf dein Wohl, Marie A, P Frank Zander                            | DE4 (25 Wo.)DE | AT8 (3 Mt.)AT | — | Erstveröffentlichung: Dezember 1974                        |
| 1974 | Der Ur-Ur-Enkel von Frankenstein P Frank Zander                              | DE32 (2 Wo.)DE | AT1 (6 Mt.)AT | — | Erstveröffentlichung: Dezember 1974                        |
| 1975 | Mit dem Hammer in der Hand (Das Lied vom einfachen Mann) A, P Gunter Gabriel | DE41 (4 Wo.)DE | — | — | Erstveröffentlichung: Februar 1975                         |
| 1975 | Wenn du denkst, du denkst, dann denkst du nur, du denkst A Juliane Werding   | DE4 (22 Wo.)DE | — | CH3 (9 Wo.)CH | Erstveröffentlichung: September 1975 Verkäufe: + 3.000.000 |
| 1975 | Komm’ unter meine Decke A Gunter Gabriel                                     | DE7 (23 Wo.)DE | — | — | Erstveröffentlichung: Oktober 1975                         |
| 1976 | Man muß das Leben eben nehmen wie das Leben eben ist A, P Juliane Werding    | DE28 (12 Wo.)DE | — | — | Erstveröffentlichung: März 1976                            |
| 1976 | Intercity-Linie Nr. 4 A, P Gunter Gabriel                                    | DE45 (1 Wo.)DE | — | — | Erstveröffentlichung: März 1976                            |
| 1976 | Komm und hilf mir durch die Einsamkeit der Nacht A, P Juliane Werding        | DE35 (1 Wo.)DE | — | — | Erstveröffentlichung: August 1976                          |
| 1976 | Die Babies krieg’ immer noch ich A, P Elke Best                              | DE34 (7 Wo.)DE | — | — | Erstveröffentlichung: September 1976                       |
| 1976 | Willy Klein, der Fernsehmann A, P Gunter Gabriel                             | DE17 (14 Wo.)DE | — | — | Erstveröffentlichung: Oktober 1976                         |
| 1976 | Das wär John nie passiert A Wencke Myhre                                     | DE44 (3 Wo.)DE | — | — | Erstveröffentlichung: 1976                                 |
| 1977 | Papa trinkt Bier A, P Gunter Gabriel                                         | DE19 (15 Wo.)DE | — | — | Erstveröffentlichung: Februar 1977                         |
| 1977 | Hey Kleiner, mit dir spielt wohl keiner A, P Elke Best                       | DE46 (1 Wo.)DE | — | — | Erstveröffentlichung: April 1977                           |
| 1978 | Ich bin CB-Funker A, P Gunter Gabriel                                        | DE33 (12 Wo.)DE | — | — | Erstveröffentlichung: Mai 1978                             |

## Sonderveröffentlichungen

### Gastbeiträge
- 1996: Ich glaub an den Weihnachtsmann (Wencke Myhre mit Gunter Gabriel)
- 1997: … und darum Herr Richter (Juliane Werding feat. Gunter Gabriel)
- 2003: Besserwisserboy (Die Ärzte feat. Gunter Gabriel)
- 2004: Survivor (Bonus Version) (Comeback United feat. Gunter Gabriel & Jürgen Drews)

### Samplerbeiträge
- 2017: Alles geht einmal zu Ende („Manfred Krug – Seine Lieder“)

## Hörbücher
- 2009: Wer einmal tief im Keller saß

## Boxsets
- 2004: Freiheit ist ein Abenteuer
- 2015: Original Album Classics

## Statistik

### Chartauswertung

#### Albumcharts
|                     | DE    | AT    | CH    |
| ------------------- | ----- | ----- | ----- |
| Nummer-eins-Alben   | DE—DE | AT—AT | CH—CH |
| Top-10-Alben        | DE—DE | AT—AT | CH—CH |
| Alben in den Charts | DE5DE | AT—AT | CH—CH |

#### Singlecharts
|                       | DE    | AT    | CH    |
| --------------------- | ----- | ----- | ----- |
| Nummer-eins-Singles   | DE—DE | AT1AT | CH—CH |
| Top-10-Singles        | DE9DE | AT2AT | CH—CH |
| Singles in den Charts | DE3DE | AT2AT | CH—CH |

|                       | DE     | AT    | CH    |
| --------------------- | ------ | ----- | ----- |
| Nummer-eins-Singles   | DE—DE  | AT1AT | CH—CH |
| Top-10-Singles        | DE5DE  | AT3AT | CH1CH |
| Singles in den Charts | DE17DE | AT4AT | CH1CH |

|                       | DE     | AT    | CH    |
| --------------------- | ------ | ----- | ----- |
| Nummer-eins-Singles   | DE—DE  | AT1AT | CH—CH |
| Top-10-Singles        | DE1DE  | AT2AT | CH—CH |
| Singles in den Charts | DE11DE | AT3AT | CH—CH |